# 리히텐슈타인 (레이더)

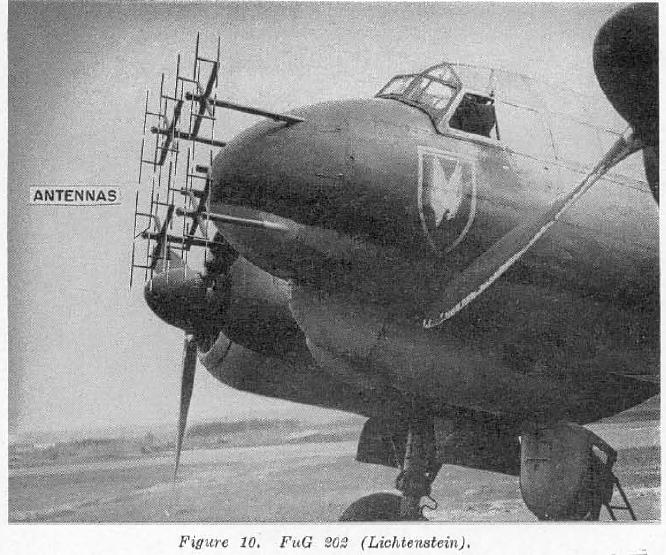

리히텐슈타인(독일어: Lichtenstein)은 제2차 세계 대전 당시 독일 국방군 공군에서 사용한 극초기형 레이다 중 하나이다. 텔레풍켄에서 개발했으며 제식모델은 202호 무전기 리히텐슈타인 B형/C형(FuG 202 Lichtenstein B/C), 212호 무전기 리히텐슈타인 C-1형(FuG 212 Lichtenstein C-1), 220호 무전기 리히텐슈타인 SN-2형(FuG 220 Lichtenstein SN-2), 그리고 매우 드물게 사용된 228호 무전기 리히텐슈타인 SN-3형(FuG 228 Lichtenstein SN-3)의 4개가 존재한다.
리히텐슈타인 시리즈는 전쟁 내내 야간전투기들에서 광범위하게 사용된 유일한 레이다였다. 1944년을 거치면서 초단파 대역을 사용하는 경쟁 기종 216-218호 무전기 넵툰이 보다 다목적 사용이 가능한 잠재력을 보였고, 이후로는 마이크로파 대역을 사용하는 240호 무전기 베를린이 양산 생산될 계획이었다. 그러나 베를린 시스템은 전쟁 종료 시점까지도 시험 단계였다.